# Stavas Svedjeskäret
Stavas Svedjeskäret är en ö i Finland.   Den ligger i den ekonomiska regionen  Vasa  och landskapet Österbotten, i den västra delen av landet, 400 km nordväst om huvudstaden Helsingfors. Arean är 0,26 kvadratkilometer.
Terrängen på Stavas Svedjeskäret är mycket platt. Den sträcker sig 0,9 kilometer i nord-sydlig riktning, och 0,7 kilometer i öst-västlig riktning.